# Giuseppe Bencivenni Pelli
Giuseppe Bencivenni Pelli (Firenze, 19 dicembre 1729 – Firenze, 31 luglio 1808) è stato un saggista e scrittore italiano, funzionario granducale, direttore della Galleria degli Uffizi dal 1775 al 1793.

## Biografia

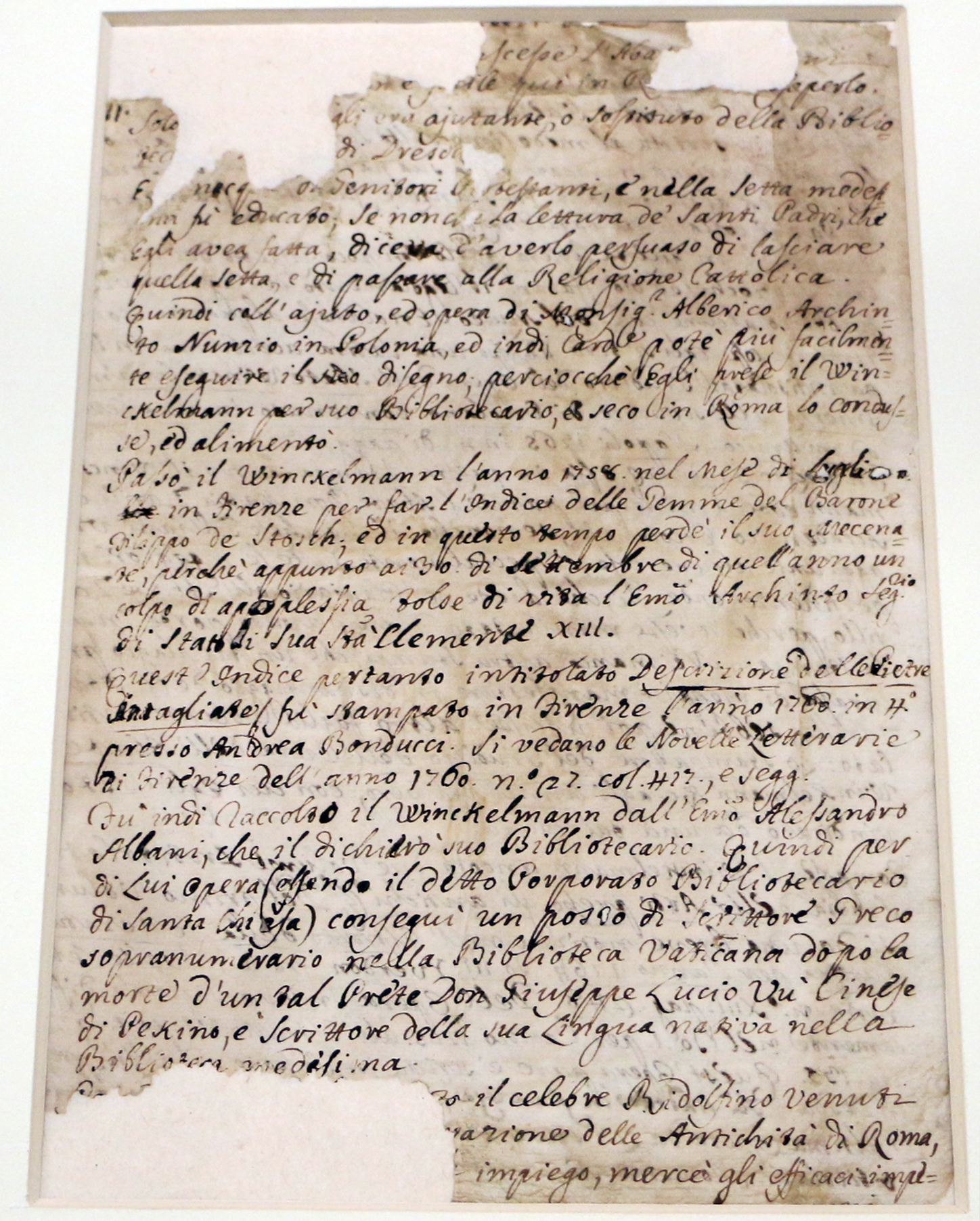
Manoscritto di Giuseppe Bencivenni Pelli

Giuseppe Bencivenni Pelli (anche Giuseppe Pelli Bencivenni), esponente di una famiglia patrizia fiorentina estinta dopo la sua morte, rimase precocemente orfano di entrambi i genitori, Andrea Pelli (m. 23 gennaio 1738) e Maria Maddalena Gherardini (m. 8 agosto 1736). Ultimogenito, ebbe due fratelli, morti prima di lui, e quattro sorelle monache.
Studiò all'Università di Pisa senza tuttavia conseguire il dottorato in diritto. Nel 1758 iniziò la sua carriera di funzionario granducale, entrando nella Segreteria di Stato del Granducato di Toscana. Nel 1775 fu nominato direttore della Galleria degli Uffizi, incarico che mantenne fino al 1793. 
Giuseppe Bencivenni Pelli, esponente dell'Illuminismo toscano, fu autore di numerosi scritti, saggi e dissertazioni sui temi dell'arte e della cultura. Successore dell'erudito Giovanni Lami alla direzione delle Novelle letterarie, fu anche autore di un'apprezzata opera monumentale in ottanta volumi intitolata Efemeridi, raccolta diaristica che ci offre un incredibile affresco della società della seconda metà del Settecento.
Scapolo, adottò nel 1770 la giovane Teresa Ciamagnini, letterata e moglie, dal 1782, dello scienziato ed economista Giovanni Fabbroni.

## Opere
- Efemeridi, Firenze, 1759-1808. Conservate presso la Biblioteca nazionale centrale di Firenze.
- Memorie per servire alla vita di Dante Alighieri ed alla storia della sua famiglia, Venezia, Zatta, 1759.
- Nuovi dialoghi dei morti, Firenze, 1770.
- Saggio Istorico della Real Galleria di Firenze (PDF), Firenze, 1779.
- Catalogo delle pitture della Regia Galleria (PDF), Firenze, 1779.
- Sbozzo di una dissertazione sopra la pena di morte, Firenze, 1760-1761. Conservato presso l'Archivio di Stato di Firenze (Archivio Pelli Bencivenni, cartella 13 inserto 170).